# 郁久閭婆羅門
郁久閭 婆羅門（呉音：いくくろ ばらもん、拼音：Yùjiŭlǘ Póluómén、？ - 524年）は、柔然の可汗。阿那瓌の従兄。可汗号は弥偶可社句可汗（びごうかしゃこうかがん）といい、“安静可汗”という意味である。

## 生涯
北魏の正光元年（520年）1月、阿那瓌が族兄である俟利発（イルテベル：官名）の示発によって攻撃され、弟の乙居伐を伴って北魏に逃れて帰順すると、柔然は一時君主不在となる。
正光2年（521年）1月、阿那瓌の従兄である俟利発の婆羅門が数万人を率いて示発を討伐し、これを破ったので、柔然人は婆羅門を推戴して可汗とし、弥偶可社句可汗と号した。敗れた示発は地豆于の地に逃れたが、地豆于に殺された。2月、示発の乱が平定されたことを知った北魏は阿那瓌を復権させようと、牒云具仁を派遣して、婆羅門に阿那瓌を迎えて国を返すよう説得させた。しかし、婆羅門は傲慢で従わず、牒云具仁に礼敬を強要した。牒云具仁は節を持って屈服しなかった。そこで婆羅門は牒云具仁に大官の莫何去汾・俟斤（イルキン：官名）の丘升頭ら6人と2千の兵を付けて、阿那瓌を出迎えさせた。5月、牒云具仁は懐朔鎮に帰還し、柔然の情勢を阿那瓌に報告した。阿那瓌は懼れて入国しようとせず、上表して洛陽への帰還を求めた。しかしこの時、婆羅門が高車に放逐され、十部落を率いて涼州に赴き、北魏に投降したので、阿那瓌は数万人の柔然人に迎えられ復権することができた。10月、北魏は婆羅門を敦煌の北の西海郡に置き、そこで部落を統領させた。
正光3年（522年）、婆羅門の部衆は飢餓によって北魏の辺境を侵掠した。これを河陰県令の費穆が鎮定した。
正光4年（523年）、婆羅門の部衆はまたも北魏に叛いて涼州を侵掠した。費穆は再びこれを撃破し、部帥の鬱厥烏爾・俟斤の什代らを斬った。婆羅門は姉3人を嚈噠王（エフタル王）に娶らせようとして謀反を起こし、嚈噠に投降しようとしたが、北魏の州軍によって捕えられ、洛陽へ送還された。
正光5年（524年）、婆羅門は洛南の館で死去した。孝明帝は婆羅門に使持節・鎮西将軍・秦州刺史・広牧公を追贈した。

## 参考資料
- 『魏書』（列伝三十二 費穆、列伝第九十一 蠕蠕）
- 『北史』（列伝第八十六 蠕蠕）